# Biserica evanghelică din Șieu-Măgheruș

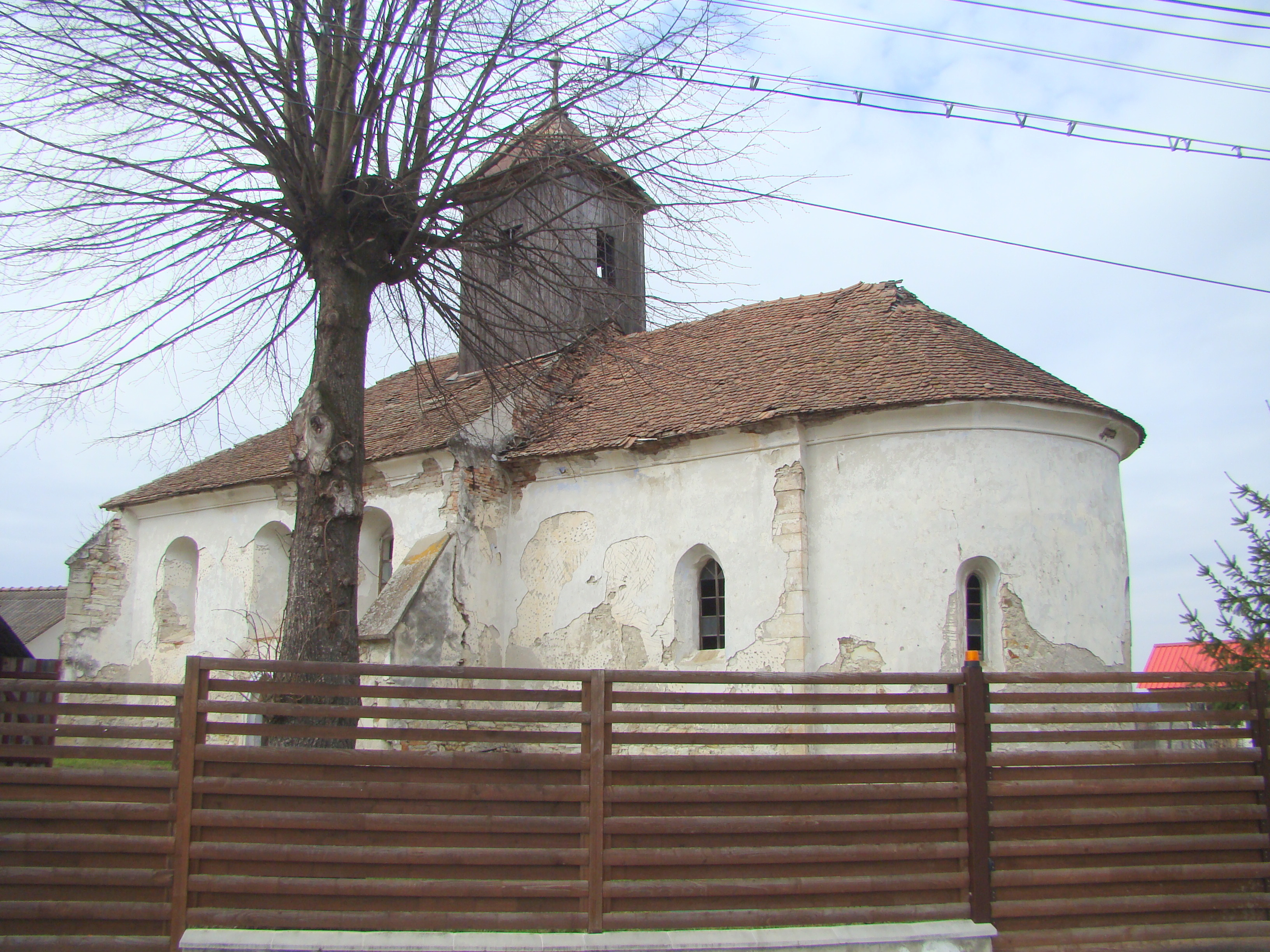
Biserica evanghelică din Șieu-Măgheruș; comuna Șieu-Măgheruș, județul Bistrița-Năsăud, foto: martie 2018.

Biserica evanghelică din Șieu-Măgheruș este un monument istoric aflat pe teritoriul satului Șieu-Măgheruș, comuna Șieu-Măgheruș. În Repertoriul Arheologic Național, monumentul apare cu codul 34707.03.

## Localitatea
Șieu-Măgheruș, mai demult Măgheruș (în dialectul săsesc Ängersch, Angersch, în germană Ungersdorf, Ungers, Magyarosch, Nussdorf, în maghiară Sajómagyarós, Magyarós) este satul de reședință al comunei cu același nume din județul Bistrița-Năsăud, Transilvania, România.

## Biserica
Biserica luterană a fost construită în secolele XIII-XIV, începută în stil romanic, continuată în stil gotic, cu transformări în 1633. După exodul sașilor transilvăneni, biserica a intrat în posesia parohiei ortodoxe, care însă folosește o altă biserică, construită la 1880 de greco-catolici. Fosta biserică evanghelică a fost lăsată în paragină: în 2015 acoperișul începuse să se degradeze, grinzile putreziseră, planșeele căzuseră, iar biserica, valoros monument de arhitectură, se afla într-o stare aproape de colaps.

## Imagini din exterior

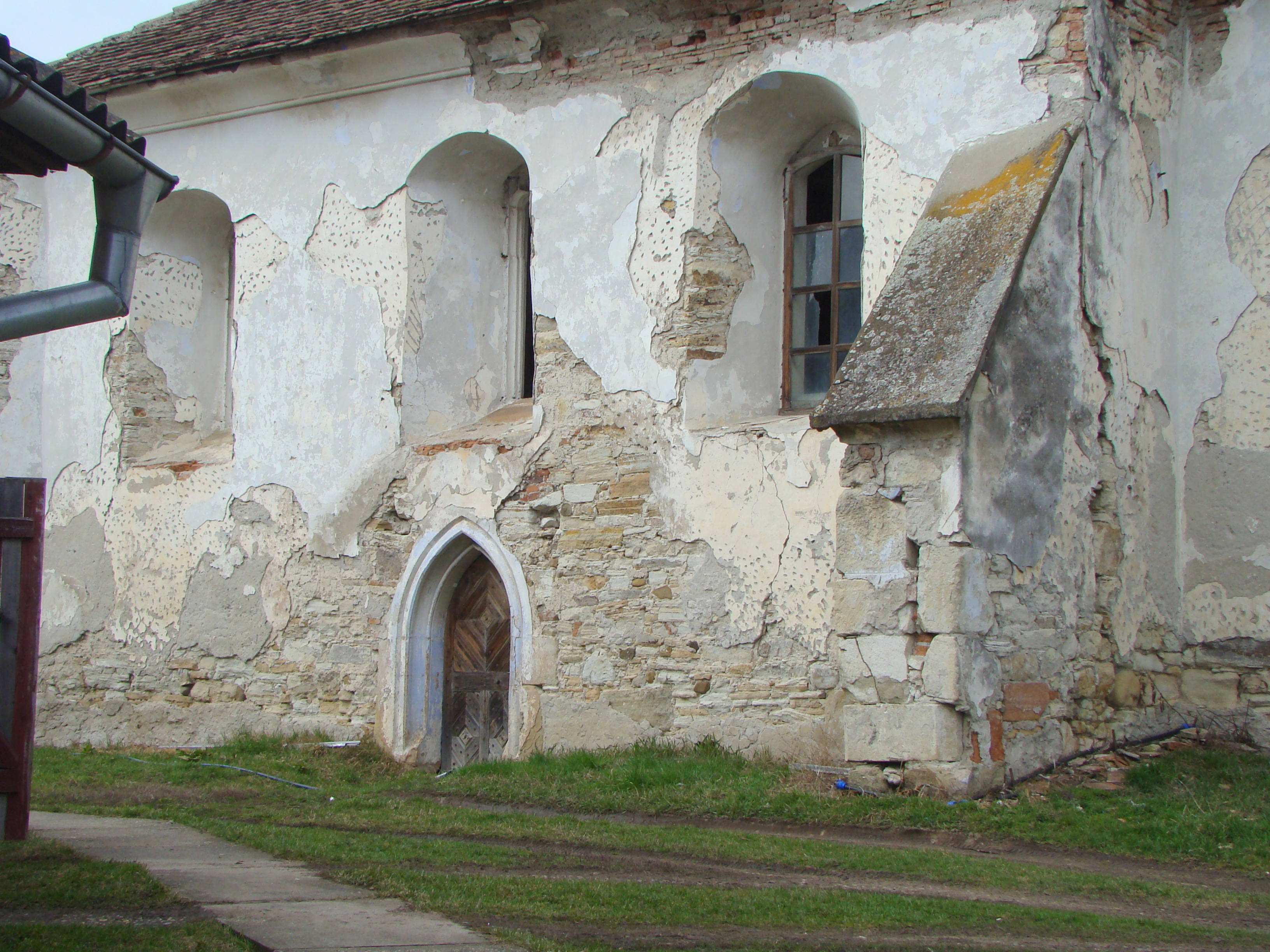
Latura de sud, cu portalul intrării în arc frânt
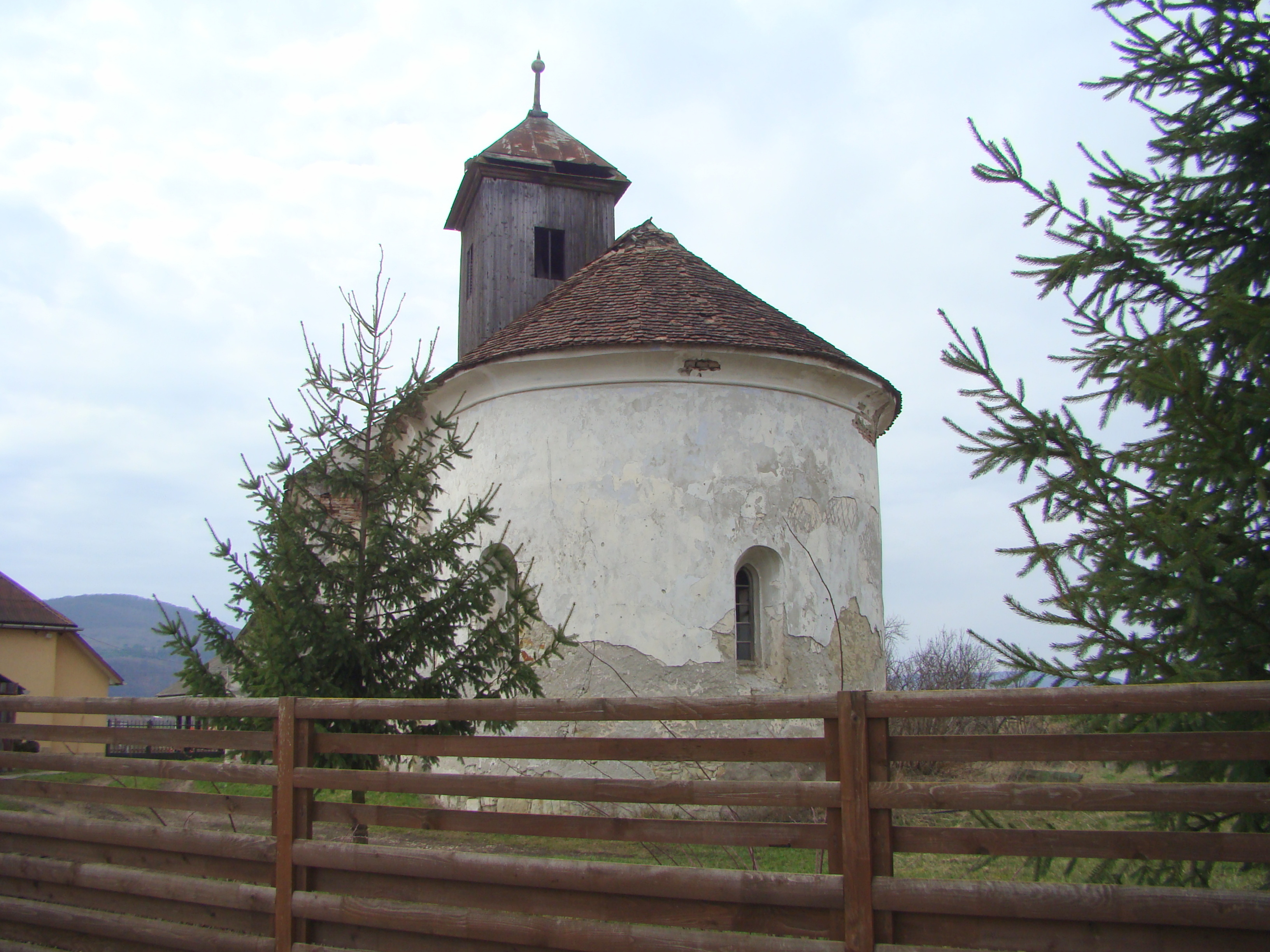
Biserica (sud-est)
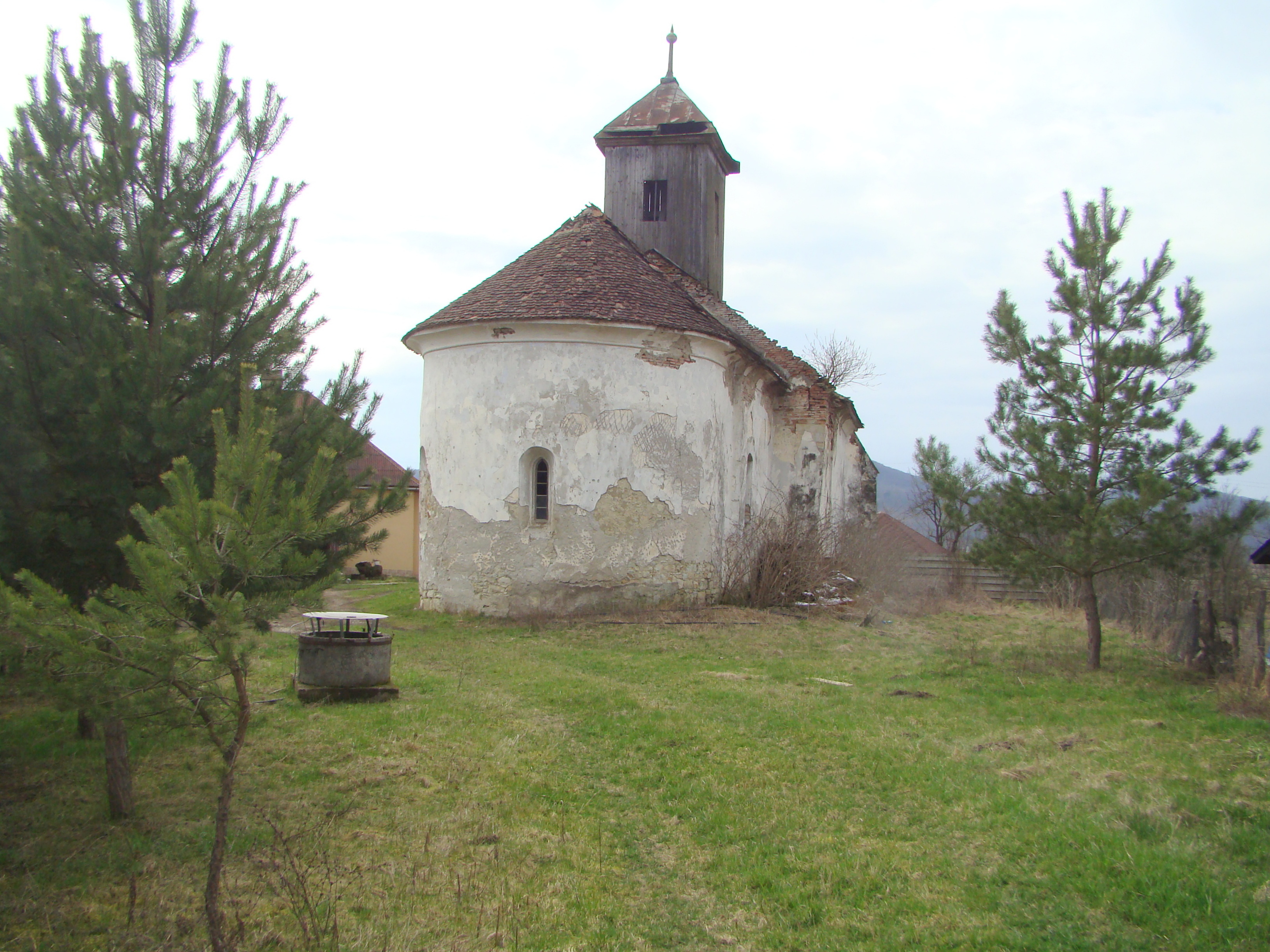
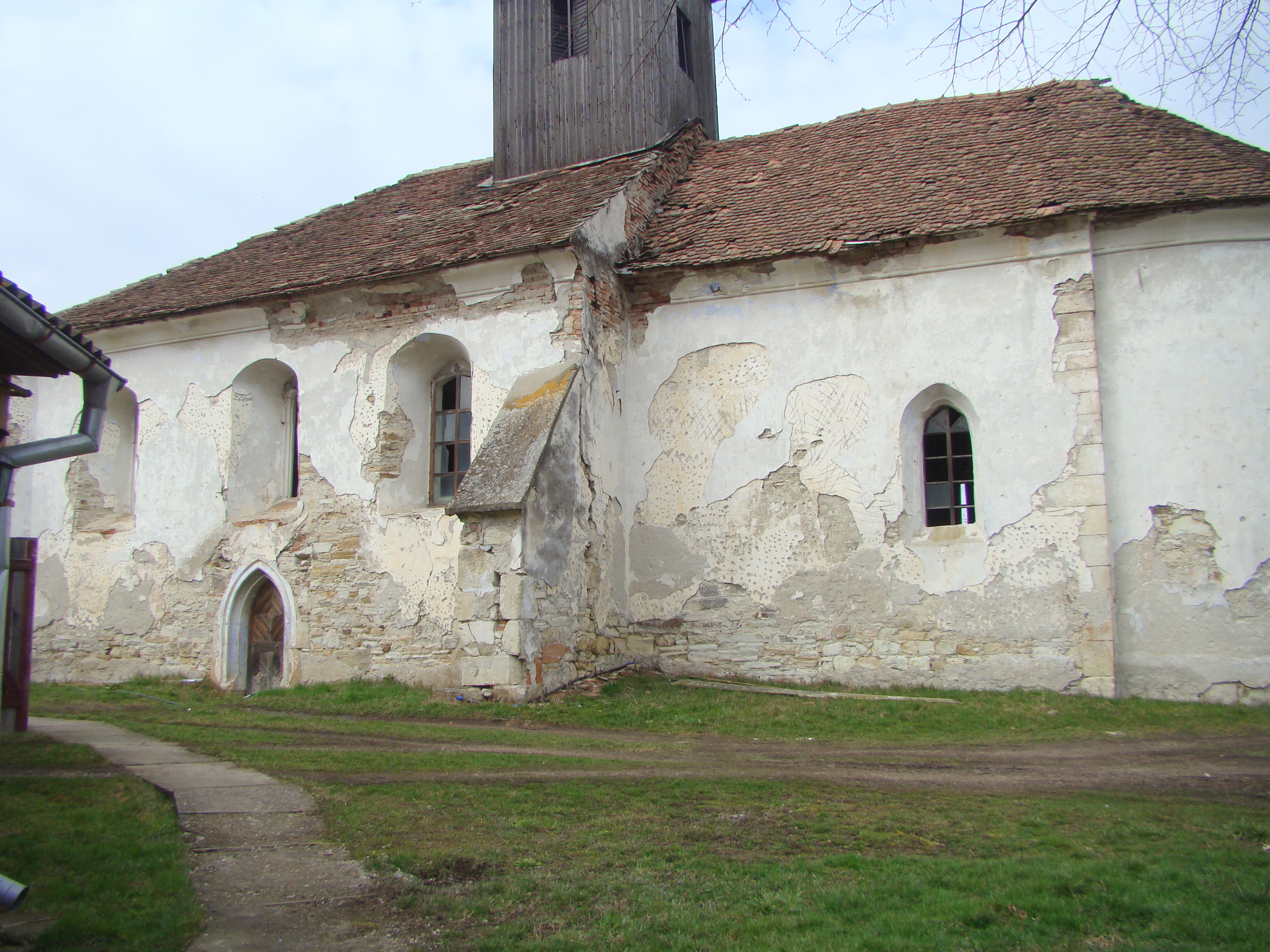
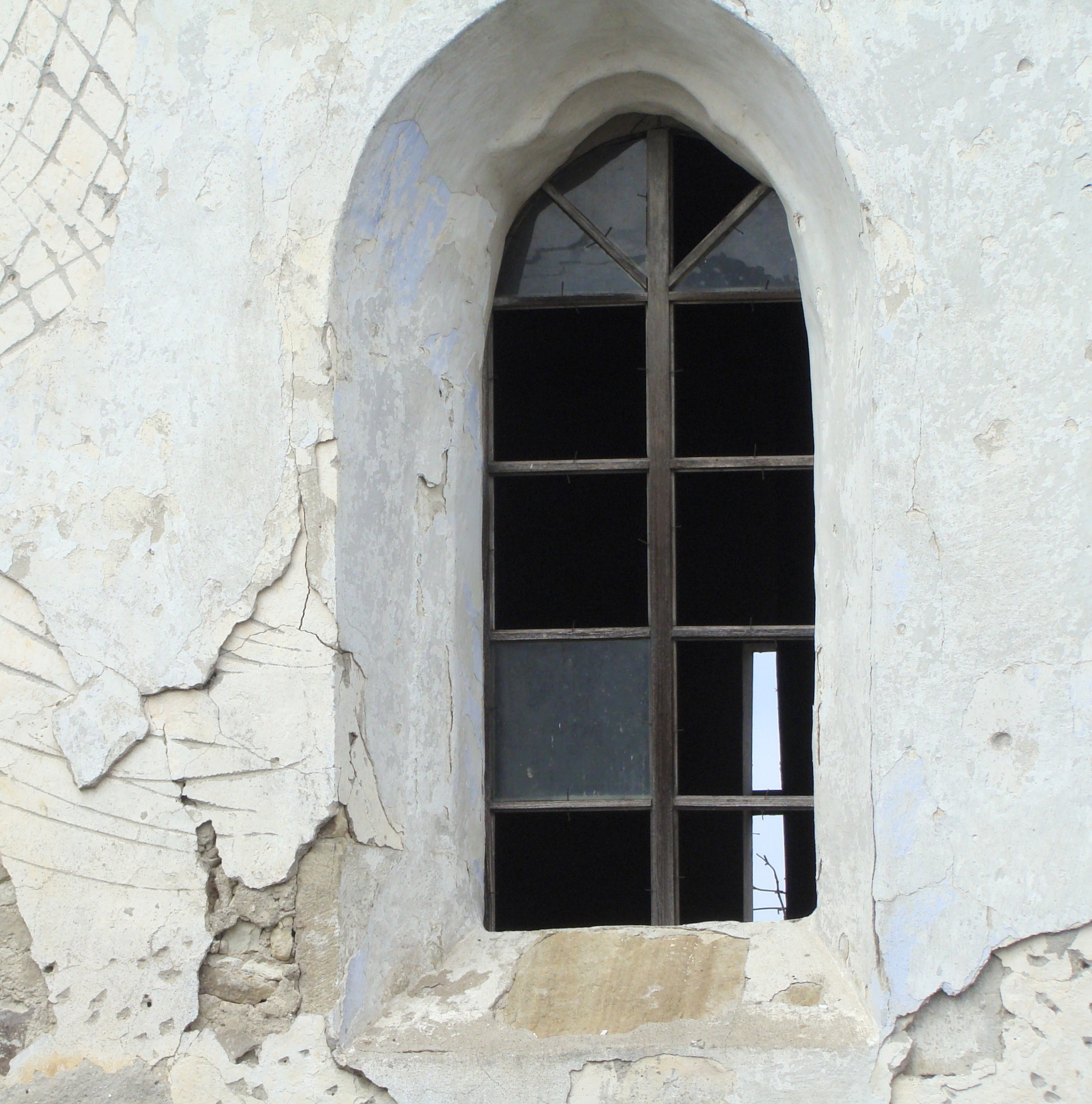
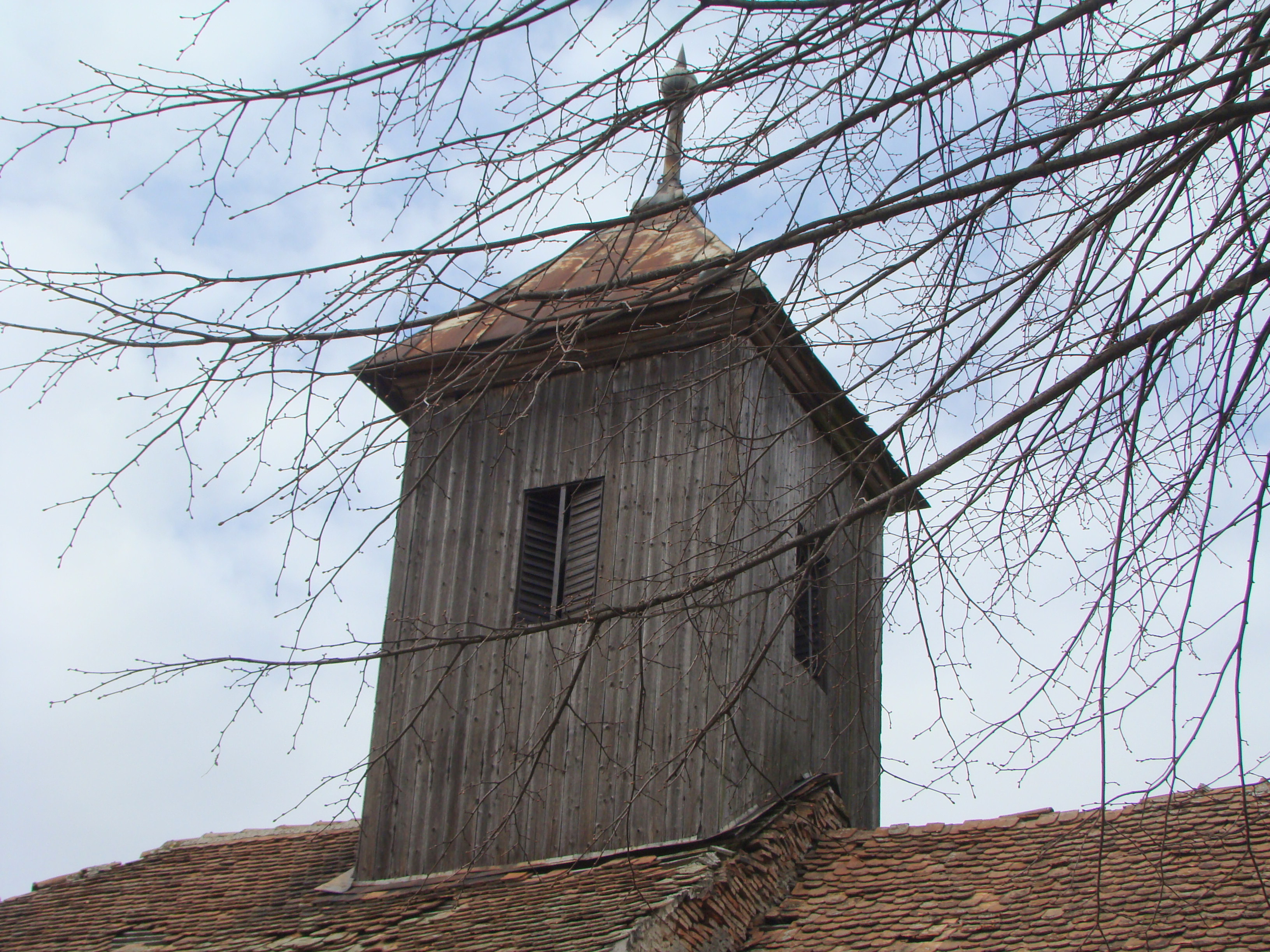